# Delahaye Type 175

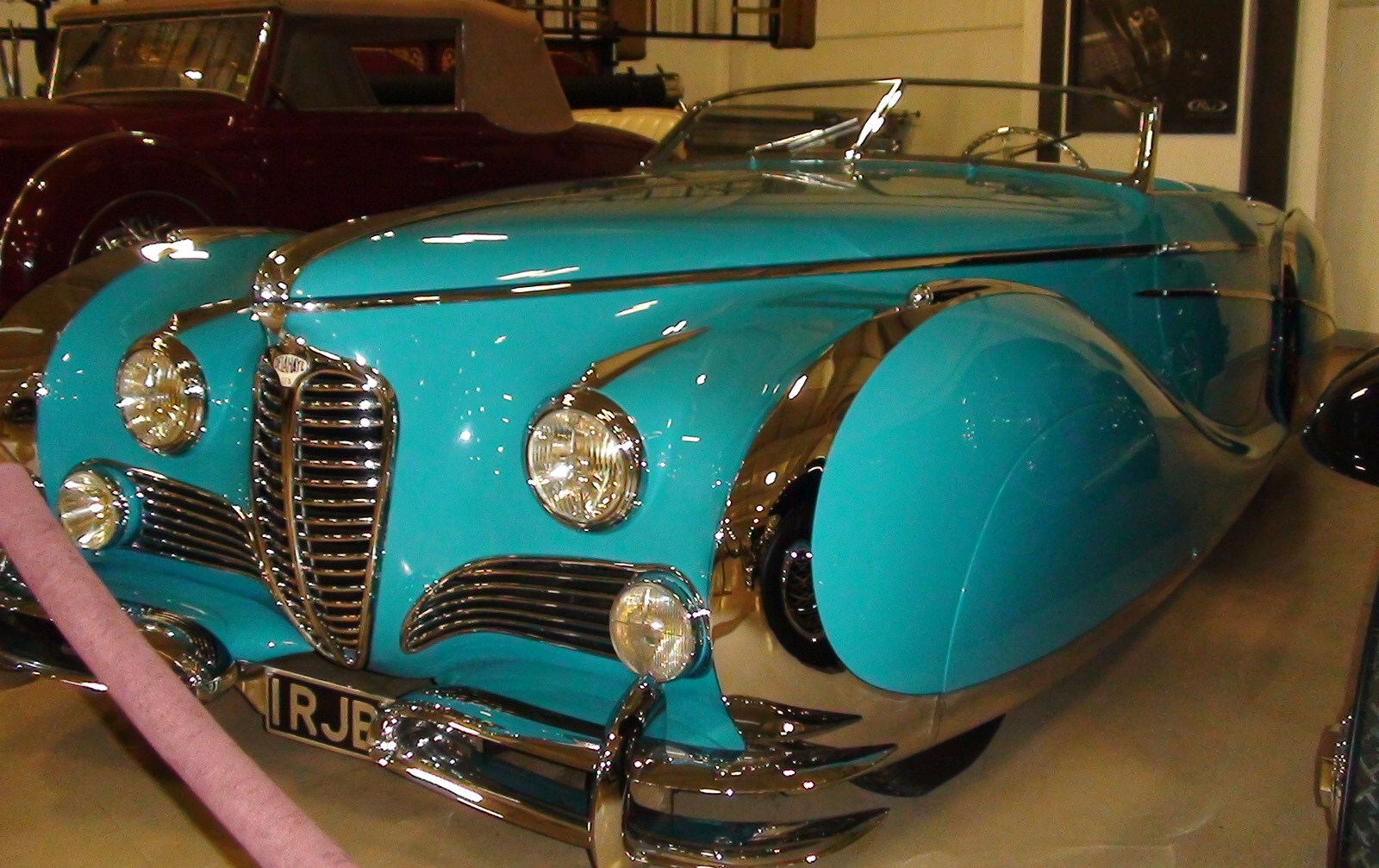
Delahaye Type 175 mit verkleideten Vorderrädern

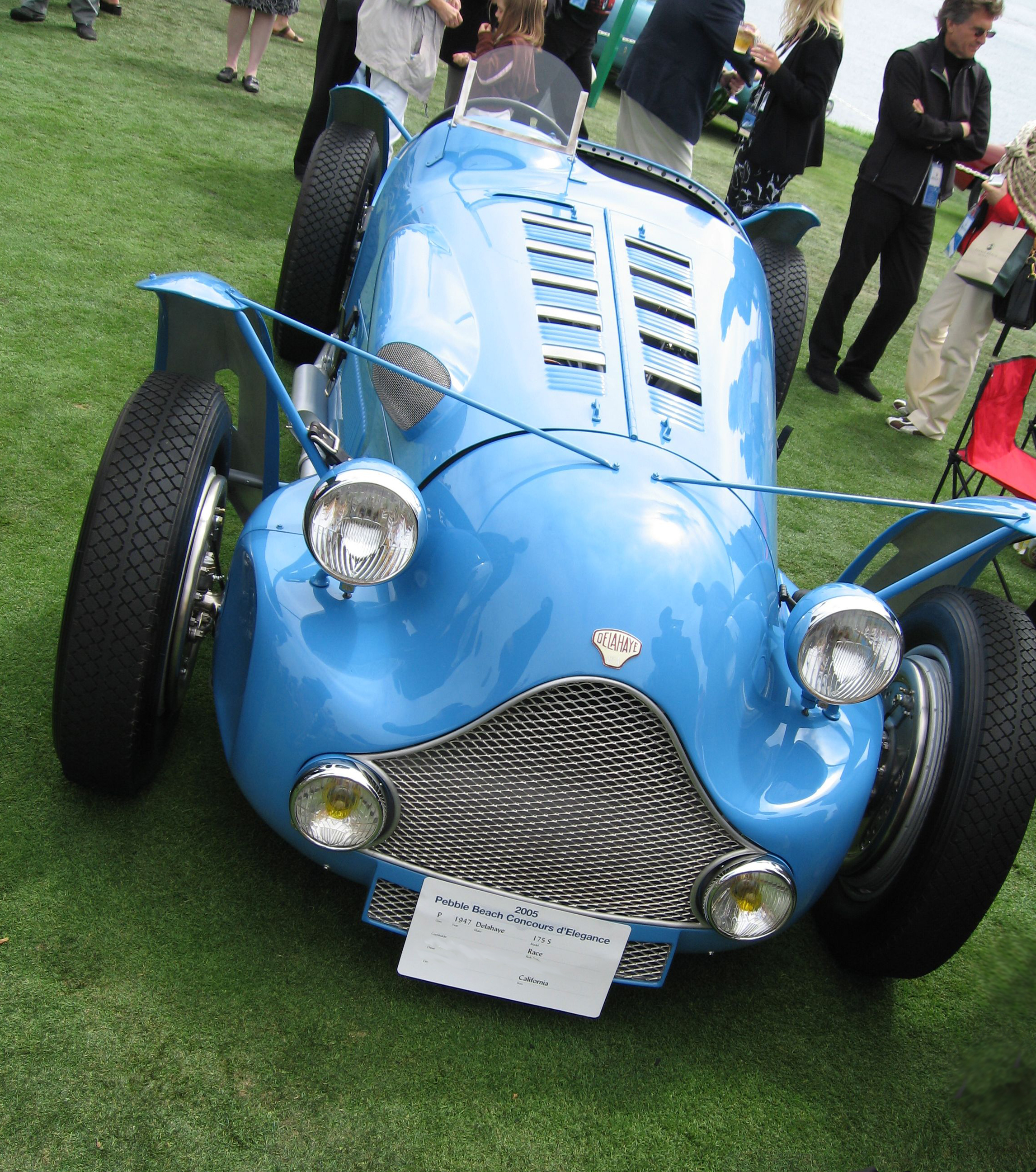
Roadster

Der Delahaye Type 175 ist ein Pkw-Modell. Hersteller war Automobiles Delahaye in Frankreich.

## Beschreibung
Die Fahrzeuge wurden zwischen 1946 und 1950 hergestellt. Sie sollten den Type 135 ablösen, der allerdings bis 1952 in Produktion blieb.
Der Sechszylinder-Ottomotor war in Frankreich mit 26 CV eingestuft. Er hat 94 mm Bohrung, 107 mm Hub, 4455 cm³ Hubraum und leistet zwischen 140 und 160 PS.
Der Radstand beträgt 295 cm und die Fahrzeuglänge etwa 457 cm, wobei letzteres von Aufbau zu Aufbau unterschiedlich ist. Viele Wagen wurden als Coupé, Cabriolet oder Roadster karossiert. Für ein erhaltenes Fahrzeug von 1947 sind 295 cm Radstand, 145 cm vordere Spurweite, 152 cm hintere Spurweite, 445 cm Fahrzeuglänge, 172 cm Fahrzeugbreite und 2050 Leergewicht bekannt.
Insgesamt entstanden 51 Fahrzeuge.
Der Type 178 ist ähnlich, hat aber mit 315 cm einen längeren Radstand.
Bei drei Auktionen zwischen 2013 und 2022 wurden 218.500 Pfund Sterling, 506.000 US-Dollar und 1.210.000 Dollar erzielt.